# Pyrinia yerma
Pyrinia yerma är en fjärilsart som beskrevs av Paul Dognin 1896. Pyrinia yerma ingår i släktet Pyrinia och familjen mätare. Inga underarter finns listade.